# Бага, Алексей Анатольевич
Алексей Анатольевич Бага (бел. Аляксей Анатольевіч Бага; род. 4 февраля 1981, Борисов, Минская область) — белорусский футболист; тренер.

## Игровая карьера
Воспитанник футбольной школы «Смена» (Минск). Первый тренер — Николай Николаевич Едалов. Дебют в профессиональном футболе Алексея состоялся в 1998 году в составе БАТЭ из Борисова, за который он сыграл 15 игр. До 2000 года он числился игроком резервного состава, для игровой практики отправлялся в фарм-клуб. В 2001 году перешёл в основной состав борисовской команды, в котором выступал до 2006 года.
В составе БАТЭ завоевал чемпионский титул в 2002 году, а также серебряные награды первенств 2000, 2003 и 2004 годов плюс бронзовые награды первенства 2001 года. Трижды — в 2002, 2003 и 2004 годах — входил в список лучших футболистов Беларуси по итогам чемпионата. Был капитаном молодёжной сборной Беларуси, которая впервые в истории в 2004 году сыграла на чемпионате Европы.
В 2007 году перешёл в латвийскую «Даугаву» из Даугавпилса, однако в 2008 году вернулся обратно в Беларусь в брестское «Динамо». Из-за участившихся травм принял решение закончить карьеру игрока и перейти к тренерской деятельности.

## Тренерская карьера
В 2004 году Бага, будучи ещё игроком, окончил Белорусскую государственную академию физической культуры по специальности «тренер по футболу» и получил право на тренерскую деятельность. С 2011 года состоял в тренерском штабе БАТЭ. В 2012—2013 годах входил в тренерский штаб молодёжной сборной Беларуси, помогая Алексею Вергеенко. Имеет тренерскую лицензию категории «А» (с декабря 2013-го).

2018 год начал старшим тренером в штабе Олега Дулуба. После отставки Дулуба в июне 2018 года Бага был назначен исполняющим обязанности главного тренера. В первом матче под руководством Баги БАТЭ переиграл «Гомель» (3:0). На вопрос касательно игры, которую специалист собирается прививать команде, Бага ответил: 
«Это чересчур обширная тема. Я могу, конечно, сказать, что нам нужен баланс, три хороших забивных форварда или ещё что-нибудь. Но мне нужен футбол, после которого мы с Андреем Вашкевичем прибавим три очка в графу „очки“».
[значимость факта?]
Приход Баги к руководству стабилизировал игру БАТЭ. Команда укрепила преимущество в высшей лиге (отрыв от ближайшего преследователя возрос с 2 до 7 очков), вышла в 1/8 финала Кубка Беларуси, а также в очередной раз пробилась в группу Лиги Европы, где в соперники борисовчанам попались английский «Челси», венгерский «Види» и греческий ПАОК. За первые сто дней работы Баги БАТЭ сыграл 16 игр, из которых 10 раз победил, 4 раза сыграл вничью и 2 раза уступил с разницей мячей 25-16. После этого он стал полноправным главным тренером БАТЭ без приставки «и. о.».
4 ноября 2018 года борисовчане на «Борисов-Арене» переиграли «Неман» и досрочно стали чемпионами Беларуси. Для Баги это был первый титул в самостоятельной тренерской карьере.
22 января 2019 года Бага официально получил лицензию УЕФА Pro (высшей категории в системе тренерских лицензий УЕФА).
1 декабря 2021 года стало известно, что Бага покинул пост главного тренера клуба «Шахтёр» Солигорск по собственному желанию.[уточнить]
30 декабря 2021 года стало известно, что Бага возглавил азербайджанский «Сумгаит». 21 сентября 2022 года покинул пост.
В ноябре 2022 года появилась информация, что Бага может возглавить солигорский «Шахтёр», а позже и карагандинский «Шахтёр». В декабре также сообщалось, что тренер согласовал контракт с белорусским клубом. Официально 21 декабря 2022 года вернулся в солигорский «Шахтёр» на должность главного тренера. В декабре 2023 года покинул клуб.
В декабре 2023 года стал главным тренером российского «Сокола» из Саратова. 18 ноября 2024 года ушёл в отставку.
24 июня 2025 года был назначен на должность главного тренера российского клуба «Ленинградец» из Ленинградской области.

## Достижения

### Тренерские
БАТЭ
- Чемпион Беларуси (1): 2018
- Вице-чемпион Беларуси (1): 2019
- Финалист Суперкубка Беларуси (1): 2019

 Жальгирис
- Чемпион Литвы (1): 2020
- Обладатель Суперкубка Литвы (1): 2020

 Шахтёр
- Чемпион Беларуси (1): 2021
- Обладатель Суперкубка Беларуси (1): 2023

## Семья
Есть дочь Марика. Младший брат Дмитрий также футболист.